# Distrito electoral de Merritt (Illinois)
Merritt (en inglés: Merritt Precinct) es un distrito electoral ubicado en el condado de Scott en el estado estadounidense de Illinois. En el Censo de 2010 tenía una población de 220 habitantes y una densidad poblacional de 3,54 personas por km².

## Geografía
Merritt se encuentra ubicado en las coordenadas 39°43′26″N 90°25′31″O / 39.72389, -90.42528. Según la Oficina del Censo de los Estados Unidos, Merritt tiene una superficie total de 62.11 km², de la cual 62.05 km² corresponden a tierra firme y (0.09%) 0.06 km² es agua.

## Demografía
Según el censo de 2010, había 220 personas residiendo en Merritt. La densidad de población era de 3,54 hab./km². De los 220 habitantes, Merritt estaba compuesto por el 99.55% blancos, el 0% eran afroamericanos, el 0% eran amerindios, el 0% eran asiáticos, el 0% eran isleños del Pacífico, el 0% eran de otras razas y el 0.45% pertenecían a dos o más razas. Del total de la población el 0% eran hispanos o latinos de cualquier raza.